# 淳安小檗
淳安小檗（学名：Berberis chunanensis）为小檗科小檗属下的一个种。

## 扩展阅读
- 維基物種上的相關：淳安小檗